# Bab Bnet

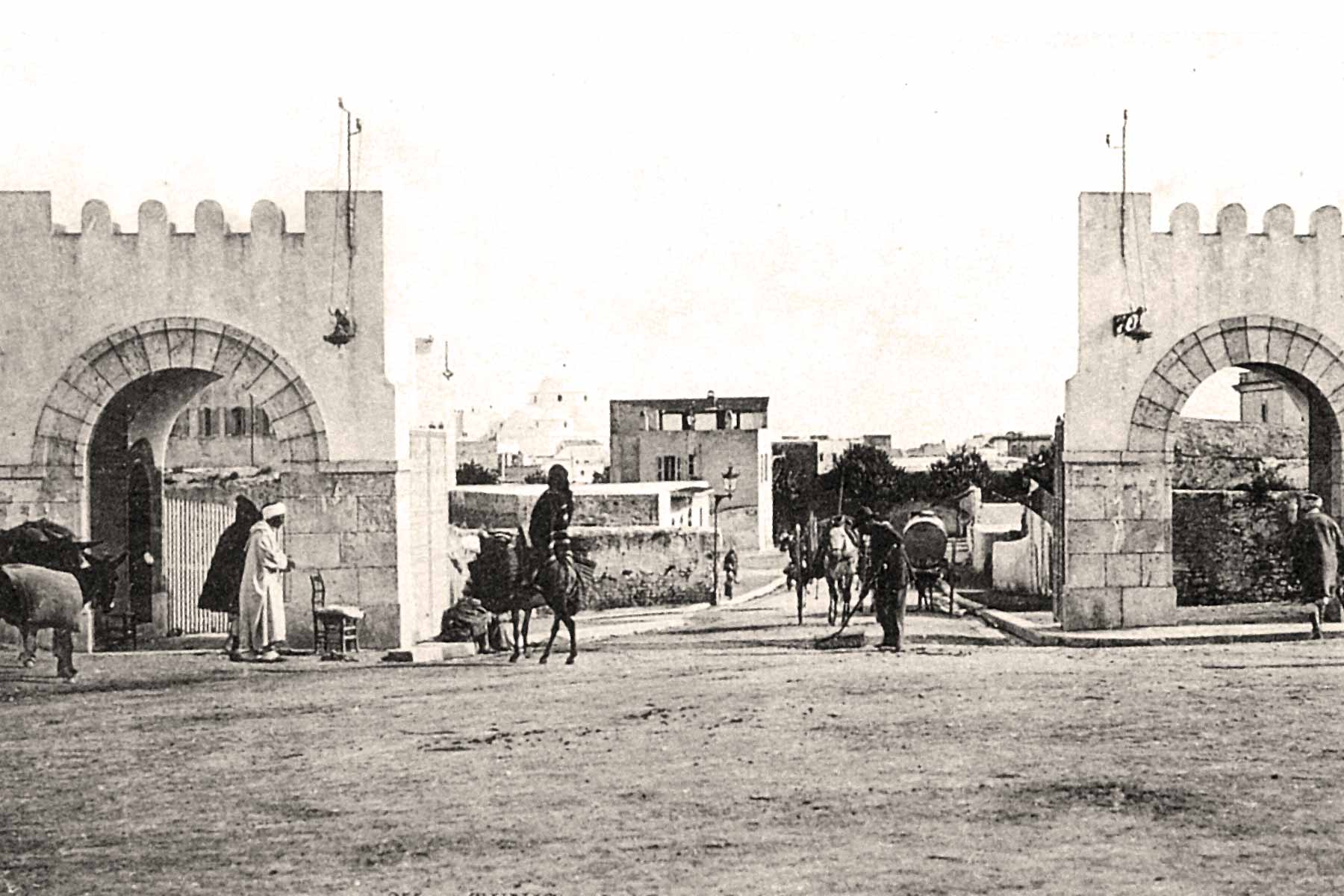
De Bab Bnet (1914).

De Bab Bnet is een stadspoort aan de rand van de Tunesische hoofdstad Tunis. Het is de vijfde in de muur die om de stad heen ligt en is waarschijnlijk tussen 1228 en 1249 gebouwd onder het bewind van Hafsiden sultan Abu Zakariyya Hafsid.